# Ingold (Carolina del Nord)
Ingold è un census-designated place (CDP) degli Stati Uniti d'America, situato nello stato della Carolina del Nord, nella contea di Sampson. Secondo il censimento del 2020 gli abitanti di Ingold ammontavano a 416.
La Samuel Johnson House and Cemetery è stato inserito nel National Register of Historic Places nel 1986.